# Do Nothing till You Hear from Me
«Do Nothing till You Hear from Me» (также встречается вариант написания «Do Nothin’ Til You Hear from Me») — песня на музыку Дюка Эллингтона и слова Боба Расселла. Изначально это была инструментальная композиция 1940 года («Концерт для Кути»), призванная подчеркнуть мастерство ведущего трубача Эллингтона, Кути Уильямса. Слова Рассела были добавлены позже.
В 1944 году собственная запись песни Эллингтона стала хитом номер один в ритм-н-блюзовом чарте США и продержалась на этой позиции восемь недель, а в поп-чарте заняла шестое место. Другими записями, попавшими в чарты Billboard в 1944 году, были композиции Вуди Германа и Стэна Кентона (вокал Ред Доррис).